# Иноверие и инославие

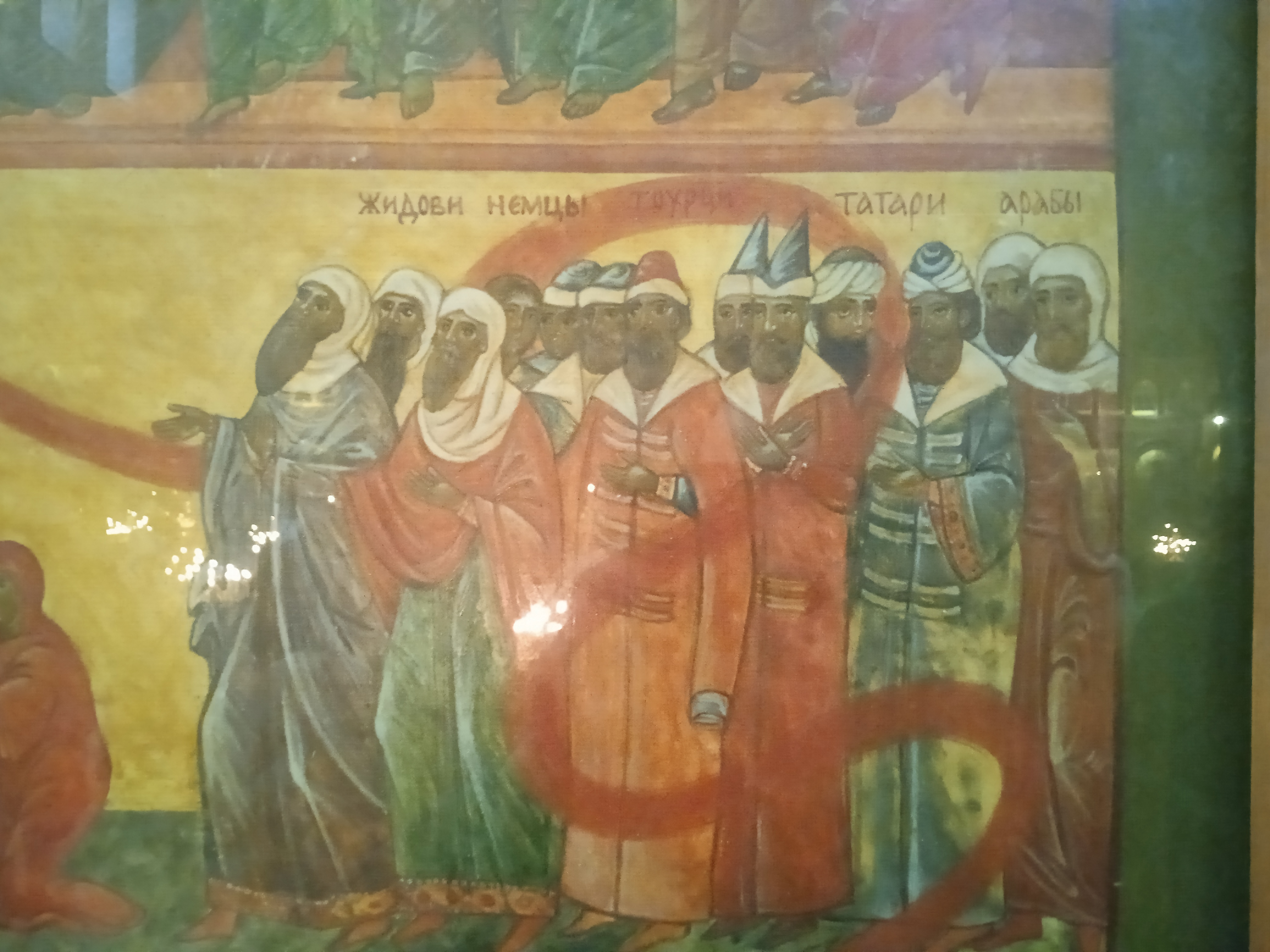
Икона Страшного суда. Грешники, стоящие по левую руку от Христа, через которых проходит ведущая в ад огненная река (красная полоса): «жидови, немци, тѹрци, татари, арабы». Храм Новомучеников и Исповедников Российских в Бутове

Иносла́вие (калька с греч. ἑτεροδοξία) — термин, принятый в русском православном богословии, а также в официальных внутренних документах Русской православной церкви для обозначения христианских культурообразующих течений (церквей), отличных от православия (не состоящих в церковном общении с сообществом православных церквей), но исповедующих Святую Троицу, Иисуса Христа как Сына Божия и сохраняющих хотя бы отчасти генеалогическую преемственность с ранней, неразделенной Церковью, как-то: Ассирийская церковь Востока, Дохалкидонские церкви (Коптская, Армянская, Сиро-яковитская, Эфиопская, Эритрейская, Малабарская), Римско-католическая церковь, протестантизм (лютеранство и кальвинизм — реформатство, пресвитерианство и конгрегационализм, а также англиканство, методизм, баптизм и консервативные направления евангельского христианства).

## Иноверие и инославие в России

### XIX век
В Российской империи на законодательном уровне чётко разделялось инославное население (неправославные христианского исповедания) и иноверческое население (исповедовавшее нехристианские религии). Закон выделял среди «терпимых религий» инославные вероисповедания (римско- и армяно-католическое, армяно-григорианское, евангелическо-лютеранское и евангелическо-реформатское) и иноверные (мусульманство, иудаизм, буддизм (ламаизм) и язычество). «Словарь Академии Российской» определял иноверие как отличающиеся от других вера и закон, а также как отличное от других богослужение. «Словарь церковно-славянского и русского языка» называл иноверием несходство догматов и обрядов определённого вероисповедания с господствующим. Некоторые православные богословы того времени, как например протоиерей Г. М. Дьяченко считали, что инославным является тот, кто «держится другого исповедания, иноверный», а под иноверием понимал «чуждую, не правую веру». В. И. Даль определял иноверие как учение и обряды иного (не господствующего) исповедания или веры, инославие объяснял как противоположность православию. П. Е. Стоян определял инославного как неправославного.

### XX — начало XXI веков
Схожей терминологии придерживается и современная Русская православная церковь. Позиция РПЦ в отношении инославия сформулирована в документе «Основные принципы отношения Русской Православной Церкви к инославию», принятом в 2000 году на Архиерейском Соборе РПЦ.
В современных толковых словарях под иноверным обычно понимается человек другого (не господствующего) вероисповедания, а под инославным человек не православного вероисповедания.

## Этимология
Как инославие, так и иноверие являются кальками др.-греч. ἑτερόδοξος «превратное мнение, ложное суждение» (от ἕτερος «другой, иной» + δόξα «мнение, представление»).
Энциклопедический словарь Брокгауза и Ефрона отмечал, что слово инославный является неправильным переводом с греческого языка на русский слова έτεροδόξος (έτερος «другой», δόξα «слава, мнение»), что «означает человека, иначе мыслящего о предметах веры, не единоверного».